# سانتي كازورلا
سانتياغو كازورلا غونزاليس (بالإسبانية: Santi Cazorla)، من مواليد 13 ديسمبر 1984 في يانيرا في إسبانيا، لاعب كرة قدم إسباني. طوله 168 سم ووزنه 66 كجم.

## مسيرة اللاعب
سانتي كازورلا من مواليد 13 ديسمبر 1984 في لانيرا في إسبانيا، لاعب كرة قدم إسباني.
بدأ كازورلا مسيرته مع نادي فياريال الإسباني عام 2003، ليشارك في 54 مباراة ويحرز هدفين، ثم انتقل عام 2006 نادي ريكرياتيفو الإسباني، ليشارك في 34 مباراة ويحرز 7 أهداف، وفي عام 2007 انتقل سانتي كازورلا إلى نادي فياريال مرة أخرى ليشارك في 127 مباراة ويحرز 23 هدف، بعد ذلك انتقل سانتي كازورلا إلى نادي مالاجا الإسباني عام 2011، ليشارك في 38 مباراة ويحرز 9 أهداف.
وأخيراً انتقل سانتي إلى نادي أرسنال عام 2012، بعد انتداب كل من لوكاس بودولسكي وأوليفيه جيرو، ليشارك في 69 مباراة ويحرز 16 هدف حتى صيف 2014، وكسب احترام جماهير النادي اللندني بسرعة ليقول «شعرت بالاحترام في أسابيع في الدوري الإنجليزي أكثر مما شعرت به طوال مسيرته في اسبانيا».
انضم كازورلا إلى قائمة المنتخب الإسباني الأول عام 2008، ليشارك في 62 مباراة ويحرز 10 أهداف.
حقق سانتي كازورلا مع نادي فياريال الإسباني لقب بطولة انترتوتو مرة واحدة، بينما حقق مع نادي أرسنال لقب كأس إنجلترا مرة واحدة، وعلى صعيد إنجازاته الدولية حقق سانتي كازورلا مع المنتخب الإسباني لقبين: بطولة أمم أوروبا مرتين

## إنجازاته الشخصية
حصل على جائزة أفضل لاعب إسباني في الدوري الإسباني عام 2007.

## روابط خارجية
- سانتي كازورلا على موقع الاتحاد الدولي (مؤرشف)  (الإنجليزية)
- سانتي كازورلا على موقع الاتحاد الأوربي (الإنجليزية)
- سانتي كازورلا على موقع قاعدة بيانات كرة القدم.إي يو (الإنجليزية)
- سانتي كازورلا على موقع ليكيب (الفرنسية)
- سانتي كازورلا على موقع ناشيونال فوتبول تيمز (الإنجليزية)
- سانتي كازورلا على موقع Soccerbase.com (لاعب) (الإنجليزية)
- سانتي كازورلا على موقع Soccerway.com (الإنجليزية)
- سانتي كازورلا على موقع عالم كرة القدم.نت (الإنجليزية)
- سانتي كازورلا على موقع AS.com (الإسبانية)